# Koji Gyotoku
Koji Gyotoku (行徳 浩二 Gyotoku Koji?), född 28 januari 1965, är en japansk tidigare fotbollsspelare.
Koji Gyotoku var tränare för det bhutanska landslaget 2008–2010 och nepalesiska landslaget 2016–2018.